# راكيش كومار (لاعب كابادي)
راكيش كومار (بالهندية: राकेश कुमार؛ بالإنجليزية: Rakesh Kumar) هو لاعب كابادي ‏ هندي، ولد في 15 أبريل 1982 في Nizampur, Amritsar ‏ في الهند.